# 維什尼夫卡 (庫皮揚斯克區)
49°48′32″N 37°20′37″E / 49.80889°N 37.34361°E
維什尼夫卡（烏克蘭語：Вишнівка）是位於烏克蘭東部的村莊，由哈爾科夫州庫皮揚斯克區的金德拉希夫卡市鎮負責管轄。該村始建於十九世紀，面積0.28平方公里，2001年人口265，人口密度每平方公里946.4人。